# Pedicellaster pourtalesi
Pedicellaster pourtalesi är en sjöstjärneart som beskrevs av Perrier 1881. Pedicellaster pourtalesi ingår i släktet Pedicellaster och familjen Pedicellasteridae. Inga underarter finns listade i Catalogue of Life.